# Thereuopodina tenuicornis
Thereuopodina tenuicornis är en mångfotingart som beskrevs av Karl Wilhelm Verhoeff 1905. Thereuopodina tenuicornis ingår i släktet Thereuopodina och familjen spindelfotingar.
Artens utbredningsområde är Sri Lanka. Inga underarter finns listade i Catalogue of Life.